# Lalla Meryem
Lalla Meryem (* 26. srpna 1962, Řím) je marocká princezna, dcera a nejstarší potomek krále Hasana II.

## Život
Narodila se 26. srpna 1962 v Římě jako dcera marockého krále Hasana II. a princezny-manželky Lally Latify.
Roku 1981 získala bakalářský titul a svým otcem byla jmenována jako předsedkyně sociální práce Marocké královské vojenské síly.
Dne 15. září 1984 se vdala za Fuada Filaliho (nar. 1957), syna bývalého premiéra a ministra zahraničních věcí Abdellatifa Filaliho. Spolu mají dvě děti:
- Sharīfa Lalla Soukaïna Filali (nar. 1986), sňatek s Mohammedem El Mehdi Regragui (roku 2019 se pár rozvedl).
  - Hassan Regragui (nar. 2015).
  - Aya Regragui (nar. 2015).
- Mulay Idris Filali (nar. 1988).

Roku 1999 se pár rozvedl.
Jejím bratrem je král Muhammad VI. Na její počest byl pojmenován ženský tenisový turnaj okruhu WTA Tour — Grand Prix De SAR La Princesse Lalla Meryem.

## Vyznamenání
- čestná dáma velkokříže Královského řádu Viktoriina – Spojené království, 27. října 1980
- velkokříž Řádu prince Jindřicha – Portugalsko, 29. listopadu 1993[1]
- velkokříž Řádu Isabely Katolické – Španělsko, 16. září 2000 – udělil král Juan Carlos I.[2]
- velkokříž Řádu za zásluhy – Libanon, 17. července 2001
- velkokříž Řádu trůnu – Maroko